# 리얼시큐
리얼시큐(RealSecu)는 2004년 10월4일 설립된 대한민국의 정보보안 벤처기업이다. 2020년 메일인증시스템 "BOUNCETM"을 출시하였고, 2021년 세계 최초로 사칭메일관리시스템 "RealMail v2.1"를 출시하였고. 2023년 웹메일모니터링시스템 "MailGuard v2"를 출시하였다. 20년 이상의 비즈니스 경험과 기술 노하우를 바탕으로 이제는 메일보안 전문 개발회사로 탈바꿈하였다.

## 주요사업
- 메일 보안 솔루션 : RealMail v2.1(사칭메일관리시스템), 바운스TM(메일인증시스템)
- 모바일 피싱 차단솔루션 개발 : 리얼SMS(스미싱), 바운스CALL(보이스피싱방지)
- IoT 보안솔루션 개발 : Igate-D(PLC 산업용 방화벽), 센서 통합 암호화 모듈(스마트 조명기기)
- 데이터 암호화 모듈 개발

## 주요 연혁
- MailGuard v2 출시 및 GS1등급 인증(2023년)
- 과학기술정보통신부 장관 표창(2023년)
- RealMail v2.1 우수특허기술 혁신제품 지정(특허청)
- 부산광역시 전략산업 선도기업 지정(2022년)
- RealMail v2.1 국정원 보안인증 획득(2022년)
- RealMail v2.1 출시 및 GS1등급 인증(2020년)
- 벤처기업인증, 이노비즈인증, 기업부설연구소 지정